# 張𦒎
張（1478年—1555年），字鵠舉，號南溪，直隸揚州府泰興縣人，軍籍，明朝政治人物。

## 生平
正德二年（1507年）丁卯科應天鄉試第二十一名舉人，九年（1514年）甲戌科二甲第一百十名進士。授禮部主事，升兵部郎中，諫明武宗南巡，受廷杖，嘉靖三年（1524年）大禮議時再受廷杖，謫海鹽縣知縣，升陝西按察司僉事，十一年（1532年）四月升河南按察司副使，調湖廣按察司副使，所甄拔多為名臣，十五年升陝西布政使司右參政，百姓為他立生祠，升河南左布政使，二十一年（1542年）八月任都察院右副都御史、巡撫延綏，二十二年（1543年）十月升兵部右侍郎、巡撫延綏，二十三年（1544年）十二月改南京戶部右侍郎，二十四年（1545年）被兵科給事中許天倫論劾去職致仕。

## 著作
著有《南溪遺稿》二卷。

## 家族
曾祖張忠，知府；祖父張琳；父張黼，國子生。母蔡氏。兄張羽（河南左布政使）、張翀（廣信府知府）。兄弟三人皆進士，號「三鳳」，朝廷敕命建坊。